# Compañía Europea Ferroviaria
Compañía Europea Ferroviaria (CEFSA) es una empresa ferroviaria española dedicada al transporte de mercancías. Tiene licencia de empresa operadora ferroviaria de la Agencia Estatal de Seguridad Ferroviaria para mercancías en la Red Ferroviaria de Interés General.
Fue constituida el 23 de marzo de 2018 y en 2023 fue adquirida por Grupo Raxell Filiux. En 2025 el conglomerado logístico Grupo Alonso compró la mayoría del capital social de la sociedad anónima.

## Material rodante
CEFSA dispone de una flota de 22 locomotoras de la Serie 269 de Renfe capaces de transportar composiciones de vagones de hasta 1.500 TBrs y cuenta con un parque de vagones de 117 plataformas portacontenedores de última generación entre los que se encuentran plataformas Sggrss fabricadas por Talleres Alegría en Asturias para Wascosa y Ermewa que han sido arrendadas por CEFSA.